# اما چرنا
اِما چرنا (چکی: Emma Černá؛ ۲۳ مارس ۱۹۳۷ – ۲ ژوئیهٔ ۲۰۱۸) بازیگر اهل چکسلواکی بود.
از فیلم‌ها یا برنامه‌های تلویزیونی که وی در آن نقش داشته‌است، می‌توان به کلیا، آدلهاید، وی  و لحظات دلپذیر اشاره کرد.